# Mooswald
Mooswald är en före detta kommun i Villach-Land i Kärnten i Österrike. Kommunen upplöstes den 1 januari 1964. Kommundelarna Mooswald och Tragenwinkel uppgick då i Fresach, medan kommundelen Gschriet uppgick i Ferndorf.
Mooswald är känt som utförsåkaren Franz Klammers födelseort.